# マリア・パパソティリウ
マリア・パパソティリウ(ギリシア語: Μαρία Παπασωτηρίου, 英語: Maria Papasotiriou, 1990年1月27日 - )は、アメリカ合衆国パーク・リッジ出身、ギリシャの女性フィギュアスケート選手(女子シングル)。
2007年から2010年にかけて世界フィギュアスケート選手権ギリシャ代表3回、ヨーロッパフィギュアスケート選手権ギリシャ代表4回。

## 表記
名はマリア＝エレナ(ギリシア語: Μαρία-Ελένα, 英語: Maria-Elena)と表記されるものも多い。姓は日本語でパパソティリウスと表記されたものもある。

## 経歴
8歳でスケートを始め、14歳から15歳にかけていくつかの3回転ジャンプを習得する。
父がギリシャ出身、母方の祖父母はギリシャ人であることから、2006年にパパソティリウからギリシャ氷上競技連盟に働きかけ、テストを経てギリシャ所属として国際競技会に出場するようになった。
生活と競技拠点はアメリカ合衆国イリノイ州グリーンオークで、Glacier Ice Arenaで練習している。

## 主な戦績
| 大会/年               | 2006-07 | 2007-08  | 2008-09 | 2009-10 |
| --------------------- | ------- | -------- | ------- | ------- |
| 世界選手権            | 38      | 50       | 47      |         |
| 欧州選手権            | 31      | 39       | 39      | 41      |
| ギリシャ選手権        |         | 1        | 1       |         |
| ネペラ記念            |         |          |         | 14      |
| シェーファー記念      |         |          | 17      |         |
| ゴールデンスピン      |         |          | 18      |         |
| JGPジョン・カリー記念 |         | 29 J     |         |         |
| JGPレークプラシッド   |         | 途中棄権 |         |         |

### 詳細
| 2009-2010 シーズン   |                                                    |          |          |          |
| 開催日               | 大会名                                             | SP       | FS       | 結果     |
| 2010年1月22日 - 23日 | 2010年ヨーロッパフィギュアスケート選手権（タリン） | 41 23.02 | -        | 41       |
| 2009年11月6日 - 7日  | 2009年オンドレイネペラメモリアル（ピエシュチャニ） | 14 25.71 | 13 50.36 | 14 76.07 |

| 2008-2009 シーズン    |                                                        |          |          |          |
| 開催日                | 大会名                                                 | SP       | FS       | 結果     |
| 2009年3月27日 - 28日  | 2009年世界フィギュアスケート選手権（ロサンゼルス）     | 47 28.32 | -        | 47       |
| 2009年1月20日 - 25日  | 2009年ヨーロッパフィギュアスケート選手権（ヘルシンキ） | 39 25.28 | -        | 39       |
| 2008年11月14日 - 15日 | 2008年ゴールデンスピン（ザグレブ）                     | 18 23.82 | 18 54.23 | 18 78.05 |
| 2008年10月14日 - 17日 | 2008年カールシェーファーメモリアル（ウィーン）         | 16 29.86 | 17 53.78 | 17 83.64 |

| 2007-2008 シーズン     |                                                            |          |          |          |
| 開催日                 | 大会名                                                     | SP       | FS       | 結果     |
| 2008年3月17日 - 23日   | 2008年世界フィギュアスケート選手権（ヨーテボリ）           | 50 25.95 | -        | 50       |
| 2008年1月21日 - 27日   | 2008年ヨーロッパフィギュアスケート選手権（ザグレブ）       | 38 25.92 | -        | 39       |
| 2007年10月18日 - 21日  | ISUジュニアグランプリ ジョン・カリー記念（シェフィールド） | 28 27.98 | 29 49.25 | 29 77.23 |
| 2007年8月30日 - 9月2日 | ISUジュニアグランプリ レークプラシッド（レークプラシッド） | 21 25.40 | 棄権     | -        |

| 2006-2007 シーズン   |                                                        |          |    |      |
| 開催日               | 大会名                                                 | SP       | FS | 結果 |
| 2007年3月19日 - 25日 | 2007年世界フィギュアスケート選手権（東京）             | 38 32.90 | -  | 38   |
| 2007年1月22日 - 28日 | 2007年ヨーロッパフィギュアスケート選手権（ワルシャワ） | 31 31.26 | -  | 31   |